# Мамалаевский сельсовет
Мамалаевский сельсовет — сельское поселение в Переволоцком районе Оренбургской области Российской Федерации.
Административный центр — село Мамалаевка.

## История
Статус и границы сельского поселения установлены Законом Оренбургской области от 2 сентября 2004 года № 1424/211-III-ОЗ «О наделении муниципальных образований Оренбургской области статусом муниципального района, городского округа, городского поселения, установлении и изменении границ муниципальных образований».

## Население
| 2010 | 2012 | 2013 | 2014 | 2015 | 2016 | 2017 |
| ---- | ---- | ---- | ---- | ---- | ---- | ---- |
| 1002 | ↘983 | ↘981 | ↘937 | ↘931 | ↘913 | ↘899 |
| 2018 | 2019 | 2020 | 2021 |      |      |      |
| ↘885 | ↘869 | ↘860 | ↘839 |      |      |      |

## Состав сельского поселения
| № | Населённый пункт             | Тип населённого пункта       | Население |
| - | ---------------------------- | ---------------------------- | --------- |
| 1 | 12 км (Оренбургская область) | разъезд                      | 36        |
| 2 | Капитоновка                  | село                         | 280       |
| 3 | Капитоновский Рыбоучасток    | хутор                        | 15        |
| 4 | Мамалаевка                   | село, административный центр | 671       |